# Cirrhilabrus flavidorsalis
Cirrhilabrus flavidorsalis е вид лъчеперка от семейство Labridae.

## Разпространение
Видът е разпространен в Австралия, Индонезия, Малайзия, Палау и Филипини.